# Otets i sin
Otets i sin (rus: Отец и сын, Pare i fill) és una pel·lícula dramàtica russa del 2003 dirigida per Aleksandr Sokúrov. La pel·lícula es va presentar a la competició de llargmetratges al 56è Festival Internacional de Cinema de Canes.

## Argument
Un pare (el pare) i el seu fill Aleksei comparteixen un apartament al terrat en una ciutat costanera no identificada. El Pare és un antic pilot d'helicòpter de combat, i l'Aleksei va a l'escola militar on estudia per convertir-se en entrenador esportiu. Donada la joventut del pare, ell i l'Aleksei sembla que s'entenen, però les seves experiències vitals els separen, i al llarg de la pel·lícula es desenvolupa una fractura entre ells, aquesta fractura i la reacció d'Aleksei es convertiran en la font dels seus malsons posteriors.
Considerat per alguns com a "sense trama", com moltes pel·lícules de Sokúrov, Otets i sin combina dues estructures narratives, una circular i l'altra lineal. La pel·lícula s'obre i es tanca amb escenes de l'estructura circular, en què el pare consola l'Aleksei, que acaba de tenir un dels seus malsons; la pel·lícula conclou quan el pare es retira al terrat per esperar el següent crit d'ajuda d'Aleksei. La posada en escena de les escenes d'enquadrament (per exemple, el pare s'asseu a la neu amb el seu pijama) juntament amb referències intertextuals a representacions pictòriques famoses d'àngels que cita Sokúrov (per exemple, Jacob lluitant amb l'Àngel de Rembrandt) identifica el Pare com l'àngel de la guarda d'Aleksei, que torna de la mort (resultat de les seves ferides de combat) per protegir i consolar el seu fill. L'estatus del pare com a àngel de la guarda d'Aleksei explica la proximitat física que mostren els dos homes, que ha estat interpretada per alguns com a intimitat sexual.
La narració lineal de la pel·lícula, tancada dins del marc circular, s'enfonsa en esdeveniments de cap de setmana que han passat al llarg del temps, però que Aleksei ha enllaçat en el seu malson en una única sèrie d'esdeveniments, a través dels quals reviu l'amor il·limitat del Pare per ell i els seus. no entendre i/o apreciar aquest amor. Durant aquests dos dies, l'Aleksei i el Pare es troben amb dos joves de l'edat d'Aleksei: Sasha i Fiódor, tots dos orfes de pare per diferents motius, les absències dels seus pares evoquen l'angoixa emocional i fins i tot mental dels fills. Durant aquests mateixos dos dies, la xicota sense nom d'Aleksei trenca les seves relacions, la falta de voluntat d'Aleksei d'assumir la paternitat com a punt de discussió entre ells.
Otets i sin comprèn una al·legoria de l'amor patern i el remordiment filial, una variació d'un dels temes recurrents de Sokurov, la 'Paràbola del fill pròdig'.

## Repartiment
- Andrei Xtxetinin com a pare
- Aleksei Neimixev com Aleksei, el fill
- Aleksandr Razbash com a Sasha, la veïna
- Fiodor Lavrov com a Fiodor
- Marina Zasukhina com a núvia sense nom

## Recepció
Otets i sin té una puntuació d'aprovació del 68% al lloc web de l'agregador de ressenyes Rotten Tomatoes, basat en 41 ressenyes, i una puntuació mitjana de 6,35/10. També té una puntuació de 64 sobre 100 a Metacritic, basat en 17 crítics, que indica "crítiques generalment favorables".